# LØVE
『LØVE』（ラヴ）は、2003年11月6日にリリースされた中島美嘉の2枚目のオリジナル・アルバム。『TRUE』に次いで2作目となるミリオンセラーとなった。

## 解説
前作と同様、13曲中10曲が既に発表された楽曲であって、6枚目のシングル「愛してる」のカップリング「THE ROSE」は収録されていない。
本作にて、2003年第45回日本レコード大賞ベストアルバム賞受賞。
初回限定盤は、スリーブケース付。
累計売上は141.0万枚（オリコン調べ）。

## 収録曲
1. Venus in The Dark [6:02]
  - 作詞：中島美嘉、作曲：岡野泰也、編曲：absolute3
  - カネボウ「KATE」CMソング
2. Love Addict [7:11]
  - 作詞：中島美嘉、作曲・編曲：大沢伸一
  - 7thシングル
3. aroma [6:14]
  - 作詞：中島美嘉、作曲：五島良子、編曲：渡辺貴浩
  - ミニアルバム『RESISTANCE』収録曲
4. 雪の華 [5:38]
  - 作詞：Satomi、作曲・編曲：松本良喜
  - 10thシングル
5. RESISTANCE（album version） [4:49]
  - 作詞：秋元康・中島美嘉、作曲：長岡成貢、編曲：COLDFEET・河野伸
  - ミニアルバム『RESISTANCE』表題曲のアルバムバージョン
6. FIND THE WAY [5:24]
  - 作詞：中島美嘉、作曲：Lori Fine（COLDFEET）、編曲：島健
  - 9thシングル
7. marionette [5:10]
  - 作詞：中島美嘉、作曲・編曲：清水信之
  - 6thシングル『愛してる』カップリング曲
8. 接吻 [6:01]
  - 作詞・作曲：田島貴男、編曲：森俊也
  - 8thシングル
9. You send me love [4:56]
  - 作詞：中島美嘉、作曲：西寺郷太、編曲：absolute3
10. Be in Silence [5:36]
  - 作詞：中島美嘉、作曲：absolute、編曲：absolute3
  - 7thシングル『Love Addict』カップリング曲
11. LOVE NO CRY [5:15]
  - 作詞：中島美嘉、作曲：谷本新、編曲：CHOKKAKU
  - 日本テレビ系『スポーツMAX』エンディングテーマ
12. 愛してる（album version） [5:31]
  - 作詞・作曲：H、編曲：shinya・河野伸
  - 6thシングル『愛してる』のアルバムバージョン
13. LAST WALTZ [4:10]
  - 作詞：中島美嘉、作曲：岡野泰也、編曲：清水信之
  - ミニアルバム『RESISTANCE』収録曲

## MIKA NAKASHIMA concert tour 2004 "LØVE" FINAL
『MIKA NAKASHIMA concert tour 2004 "LØVE" FINAL』（ミカ・ナカシマ・コンサート・ツアー・2004・ラヴ・ファイナル）は、中島美嘉のライヴ映像。

### 解説（ライブ・ビデオ）
アルバム『LØVE』を携えた全国ツアーより、5月28日に行われた東京国際フォーラム ホール A公演の模様を収録している。

### 収録曲（ライブ・ビデオ）
1. STARS
2. Love Addict
3. 愛してる
4. You send me love
5. RESISTANCE
6. WILL
7. 火の鳥
8. Venus in The Dark
9. HEAVEN ON EARTH
10. SEVEN
11. LOVE NO CRY
12. FIND THE WAY
13. 雪の華
14. Missing
15. LAST WALTZ